# Andreas Winkler (Sänger)

Andreas Winkler

Andreas Winkler (* 1. Dezember 1971 in Italien) ist ein österreichischer Opernsänger (Tenor).

## Leben
Winkler ist in Innsbruck aufgewachsen und war Altsolist bei den Wiltener Sängerknaben. Im Sommer 2001 schloss er ein Studium an der Hochschule für Musik in Köln  mit „Ausgezeichnetem Erfolg“ ab.  Danach trat er 2006 als Pedrillo in Die Entführung aus dem Serail beim Schleswig-Holstein Musikfestival und am Teatro Verdi in Triest, als Ferrando in W. A. Mozarts Così fan tutte am Staatstheater Kassel sowie als Adam in C. Zellers Vogelhändler am Staatstheater Karlsruhe auf. 2005 gab der Tenor sein  Debüt bei den Schwetzinger Festspielen in der Oper Telemaco von Alessandro Scarlatti.
Als Konzertsänger wurde er an die Crownhall in Jerusalem, die Bunkamura Orchard Hall in Tokio, die Kölner Philharmonie, die Kreuzkirche in Dresden, das Teatro Verdi in Padua, das Gewandhaus in Leipzig oder die Tonhalle in Zürich geladen. 2001 war Winkler zu Gast bei den Dresdner Musikfestspielen und der Triennale in Köln. Von 2001 bis 2003 war der Tenor Ensemblemitglied des Stadttheaters Hildesheim, wo er als Male Chorus in Benjamin Brittens The Rape of Lucretia debütierte.
Im Sommer 2003 begann für den Tenor ein längerfristiges Engagement als Ensemblemitglied am Opernhaus Zürich. Dort debütierte er als Vasek in Bedřich Smetanas Die verkaufte Braut. In Oper und Konzert arbeitete er mit den Dirigenten Nikolaus Harnoncourt, Franz Welser-Möst, Bernard Haitink, Thomas Hengelbrock, Christoph von Dohnányi, Alessandro de Marchi, Carlo Rizzi und Nello Santi zusammen. Weitere wichtige Rollen waren  Valletto in Monteverdis L’incoronazione di Poppea, Jaquino in Ludwig van Beethovens Fidelio sowie der Part des Camille de Rosillon in Die lustige Witwe von Franz Lehár.
Bei Universal ist 2003 sein erstes Album Canzone d’amore erschienen mit neapolitanischen Canzonen und Liedern im Stil Klassik-Crossover.
2006 gründete Winkler ein Spezialistenensemble für Musik aus den 1920er und 30er Jahren. Mit seiner siebenköpfigen Band The Sentimental Gangsters spielt der Sänger vor allem Originalsongs aus der Charleston- und Swing-Ära, aber auch Tangos aus der „Goldenen Epoche“ und Canzoni Napoletane. Dabei konzentrierte sich die Gruppe auch auf Eigenkompositionen im Stil der damaligen Zeit. Auftritte im TV machten die Band schweizweit bekannt, u. a. Aeschbacher, Benissimo, Elite Model Look, Persönlich.
Aus der Band The Sentimental Gangsters entwickelte sich 2012 das Nachfolgeprojekt mit dem Namen Don & Giovannis, ein Ensemble, das Opernmelodien in weltmusikalische Stile wie Tango, Swing, Klezmer, Reggae, Canzoni napolitane, Blues u. a. verwandelt. Das Ensemble konzertiert europaweit, war 2013 auf Tournee im Mittelmeerraum (u. a. Barcelona, Marseille, Rom, Neapel, Siragusa) und wurde an vielen wichtigen Festivals vom Publikum gefeiert, so am Swing Festival Bayreuth, Sweet Classics Münster, Altmärkisches Musikfestival, Residenz München etc.
2014 kam das erste Album Dolce Vita auf den Markt.
Winkler ist verheiratet und lebt in Zürich.